# Gravis
Gravis är ett varumärke för skor och väskor som lanserades 1998 och huvudsakligen säljs i butiker i Östasien. Grundarna kommer från företaget Burton Snowboards och arbetar med professionella snowboardåkare, surfare, musiker och konstnärer i arbetet med att ta fram sina produkter.
Målet är att kombinera influenserna från actionsporter med sofistikerad design.